# Silvio Pellico (film)
Cet article concerne le film. Pour l'auteur de Mes Prisons, voir Silvio Pellico.
Pour plus de détails, voir Fiche technique et Distribution.
Silvio Pellico (titre original : Silvio Pellico (Il martire dello Spielberg)) est un film italien réalisé par Livio Pavanelli, sorti en 1915.
Ce film muet en noir et blanc met en scène l'écrivain italien Silvio Pellico (1789–1854), un des protagonistes du Risorgimento. 

## Synopsis
Silvio Pellico est arrêté par la police autrichienne pour carbonarisme en 1820 et transféré à la prison Sainte-Marguerite à Milan, puis transféré aux « Plombs » à Venise. La peine de mort prononcée à son encontre en 1822 est finalement commuée en quinze ans de prison et il est incarcéré dans la terrible forteresse du Spielberg, en Moravie.

## Fiche technique
- Titre original : Silvio Pellico (Il martire dello Spielberg)
- Réalisation : Livio Pavanelli
- Scénario : Augusto Jandolo (it)
- Directeur de la photographie : Luigi Dell'Otti
- Société de production : Alba Film
- Société de distribution : Alba Film
- Pays d'origine :  Royaume d'Italie
- Langue : italien
- Format : Noir et blanc – 1,33:1 – 35 mm – Muet
- Genre : drame historique
- Longueur de pellicule : 1 500 m (5 bobines)
- Durée : 53 minutes
- Année : 1915
- Dates de sortie :
  -  Royaume d'Italie : octobre 1915

## Distribution
- Ugo Bazzini
- Gioacchino Grassi
- Elisa Grassi-Nicola
- Raffaello Mariani
- Evelina Paoli (en)
- Achille Vitti (it)